# Luzzara
Luzzara es una localidad italiana, en la provincia de Reggio Emilia. En 2005 contaba con 8926 habitantes.

## Demografía
| Gráfica de evolución demográfica de Luzzara entre 1861 y 2001 |
|                                                               |
| Fuente ISTAT - elaboración gráfica de Wikipedia               |

- Datos: Q53690
- Multimedia: Luzzara / Q53690

1. ↑  Worldpostalcodes.org, código postal n.º 42045.
2. ↑  «Codici Catastali». Comuni-italiani.it (en italiano). Consultado el 29 de abril de 2017.